# Vespasianus
Titus Flavius Vespasianus (17. listopadu 9 Falacrinae – 23. června 79 Aquae Cutiliae), běžně známý jako Vespasianus (česky Vespasián), byl římský císař od roku 69 až do své smrti. Stal se zakladatelem flaviovské dynastie, která vládla římské říši od okamžiku jeho nástupu na trůn až do roku 96. Po jeho úmrtí převzal moc ve státě jeho syn Titus a po něm Vespasianův druhorozený syn Domitianus.
Vespasianus pocházel z jezdecké rodiny, jež dosáhla senátorské hodnosti za císařů juliovsko-claudiovské dynastie. Třebaže postupně prošel všemi běžně zastávanými veřejnými úřady a v roce 51 působil jako konzul, proslulost si vydobyl hlavně svojí výtečnou vojenskou kariérou. V roce 43 se zúčastnil římské invaze do Británie a po roce 66 si podrobil velkou část Judeje, zachvácené židovským povstáním. Zatímco se Vespasianus chystal k obléhání Jeruzaléma, císař Nero zemřel násilnou smrtí, čímž byla říše uvržena do víru zmatků občanských válek „roku čtyř císařů“. Po brzké záhubě Galby a Othona se v dubnu 69 chopil vlády Vitellius. V reakci na to provolaly legie v Egyptě a Judeji v červenci téhož roku Vespasiana císařem. Ve snaze zmocnit se císařské hodnosti spojil Vespasianus své síly s Gaiem Liciniem Mucianem, správcem Sýrie, jenž se vypravil vstříc Vitelliovi. Ten byl 20. prosince 69 poražen, načež byl Vespasianus, zajišťující si mezitím kontrolu nad Egyptem, prohlášen římským senátem za císaře.
O deset let trvajícím Vespasianově panování se dochovalo jen nevelké množství zpráv a informací. Jeho vláda je dobře známa především daňovými reformami, jimiž se mu podařilo obnovit pořádek a finanční stabilitu říše, úspěšným tažením proti Židům a četnými ambiciózními stavebními projekty, mezi nimiž vyniklo zvláště Koloseum.

## Život

### Původ
Desetiletí občanských válek v 1. století př. n. l. značně přispěla k zániku starobylé římské aristokracie, v úvodu 1. století postupně nahrazené vzmáhající se italskou nobilitou. Mezi ni patřil rovněž rod Flaviovců, jehož členové shromáždili v období juliovsko-claudiovské dynastie bohatství a obdrželi patřičné společenské postavení, díky čemuž se za pouhé tři generace pozvedli z relativní nedůležitosti až k nejvyšším pozicím. Titus Flavius Petro, Vespasianův děd z otcovy strany, se účastnil občanských válek jako centurion v Pompeiově vojsku. Ačkoli na bitevním poli Petro nedosáhl slávy, podařilo se mu zlepšit svůj sociální status svatbou s mimořádně bohatou Tertullou, jejíž jmění zaručilo jejich synovi Titu Flaviu Sabinovi, Vespasianovu otci, vstup do vyšších vrstev. Sabinus dále zvětšil zděděný majetek a domohl se zařazení mezi jezdce, když působil ve funkci výběrčího daní v provincii Asii a později půjčoval peníze na úrok ve městě Aventicum, v němž Vespasianus strávil část svého mládí. Sňatkem s Vespasií Pollou, jejíž bratr byl senátorem, se Sabinus spojil s prestižnějším rodem Vespasiů, což jejich potomkům umožnilo pokračovat ve společenském postupu. Z manželství vzešli synové Titus Flavius Sabinus a Vespasianus, jenž se narodil 17. listopadu roku 9 ve Falacrinae v sabinském kraji poblíž města Reate (dnešní Rieti). Jelikož jeho otec i matka příslušeli k jezdeckému stavu, byl Vespasianus prvním císařem nepocházejícím z řad senátorské aristokracie. Teprve v průběhu svého života se Vespasianus, stejně jako jeho starší bratr Sabinus, domohl vřazení mezi senátory.

### Politická kariéra, invaze do Británie
Podle Suetonia se Vespasianus na naléhání své matky rozhodl následovat svého bratra a zapojit se do veřejné činnosti. Za Tiberia sloužil v roce 36 jako vojenský tribun v Thrákii. V dalším roce byl ustaven quaestorem v provincii Creta et Cyrenaica. V roce 39 byl na druhý pokus zvolen aedilem a nedlouho nato získal praeturu, čehož využil k vlichocení se do přízně Caliguly. Patrně v roce 38 se Vespasianus oženil s Flavií Domitillou, dcerou písaře, jež byla dříve metresou jistého jezdce. Vespasianova volba manželky byla o to více překvapivá, že Domitilla původně postrádala plnoprávné občanství a obzvláště sociální postavení a příbuzenské styky, bývající důvodem k uzavírání sňatků u politicky ambiciózních Římanů. Z tohoto svazku vzešly celkem tři děti: synové Titus a Domitianus a dcera Domitilla mladší. Vespasianova choť zemřela ještě před tím, než se její manžel chopil vlády. Po Domitillině brzké smrti žil Vespasianus v konkubinátu se svou někdejší milenkou Antonií Caenis, propuštěnkyní Antonie mladší. Caenis požívala jako důvěrnice Claudiovy matky určitého vlivu na císařském dvoře, umožňující jí příznivým způsobem usměrňovat politický vzestup svého partnera. Když se Vespasianus stal císařem, vystupovala na veřejnosti jako jeho zákonitá manželka.
Poté, co byl Caligula v roce 41 zavražděn a vláda přešla na Claudia, byl Vespasianus ustaven legátem legie legio II Augusta, dislokované v Germánii, za což vděčil přímluvě císařova mocného propuštěnce Narcissa. V roce 43 se Římané pod velením Aula Plautia vylodili v Británii. Vespasianus se podílel na této výpravě a v čele své legie se účastnil úvodních a zároveň rozhodujících bitev u řek Medway a Temže. Nato byl vyslán zpacifikovat jihozápadní část ostrova, přičemž pronikl z nynějšího Hampshiru do Cornwallu. Tímto tažením zabezpečil Římanům kontrolu nad jižním pobřežím a zmocnil se místních cínových a stříbrných dolů. Podmanil si nepřátelské kmeny Durotrigů (Durotriges) a Dumnoniů (Dumnonii), s nimiž se utkal ve třiceti střetnutích, dobyl dvacet oppid, obsadil ostrov Vectis (Wight) a nakonec vztyčil vojenský tábor v Isca Dumnoniorum (Exeter). Za tyto své zásluhy při potlačování Britonů byl po návratu do Říma odměněn triumfálními odznaky (ornamenta triumphalia) a dvěma kněžskými úřady.
V posledních dvou měsících roku 51 vykonával Vespasianus konzulát (consul suffectus) a pak se z blíže neznámých důvodů vytratil do ústraní. Do veřejného života se opět zapojil až v roce 63, kdy byl vybrán za prokonzula Afriky. Při správě této provincie vystupoval velice přísně a šetrně, čímž si sice zjednal pověst pečlivého úředníka, avšak byl značně nepopulární. Řízení určité provincie bylo někdejšími konzuly považováno za příležitost k nabytí velkého majetku, jímž si kompenzovali výdaje vynaložené na svoji předchozí politickou kariéru. Korupce byla naprosto běžná a považovalo se za naprosto obvyklé, že si místodržitel přišel ve své funkci na slušné jmění. Nicméně Vespasianus se zachoval moudře a svého pobytu v Africe nevyužil k obohacení, nýbrž k získávání přátel, což se v pozdějších letech mělo ukázat jako velmi prozíravý krok. Vzniklé osobní finanční problémy ho přiměly k odevzdání vlastních statků do zástavy svému bratrovi. Vespasianus si následně musel po nějakou dobu opatřovat prostředky obchodováním s mezky, takže si vysloužil přezdívku mulio („mezkař“).

### Židovské povstání

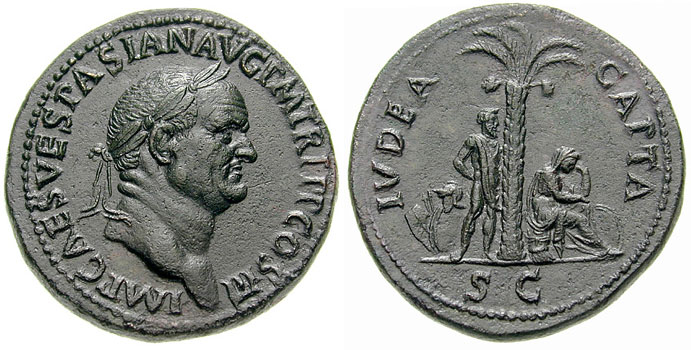
Vespasianův sestercius vyražený v roce 71 na oslavu vítězství v židovské válce. Na reversu je uveden nápis IVDEA CAPTA – „Judea podrobena“.

V roce 66 učinil Nero Vespasiana oficiálním členem družiny, doprovázející ho na jeho cestě po Řecku. Vespasianus se ocitl ve velkém nebezpečí, neboť upadl v nemilost potom, co usnul při vystoupení Nerona hrajícího na lyru. Záhy byl ale znovu zahrnut přízní, protože Nero potřeboval schopného a loajálního vojevůdce, jemuž by mohl svěřit velení armády na Východě a který by odvrátil hrozbu vojenské vzpoury proti Neronově stále neoblíbenější vládě. Vespasianus byl proto vyslán do Judeje s cílem potlačit tamější, nedávno vypuklé židovské povstání. Na počátku roku 67 se vypravil s vojskem, sestávajícím ze tří legií doplněných o silné pomocné sbory, celkově čítajícím kolem 60 000 mužů, do Galileje. Ve Vespasianově štábu sloužil i jeho starší syn Titus.
Postup Římanů byl rychlý a rozhodný a již v říjnu byla celá Galilea zpacifikována, načež byly zahájeny přípravy k odříznutí Jeruzaléma. Dříve, než však mohl Vespasianus válku vítězně završit, došlo na západě ke vzpourám Gaia Julia Vindika, místodržitele provincie Gallie Lugdunensis, a Servia Sulpicia Galby, správce Hispanie Tarraconensis, jež přispěly ke zhroucení Neronovy moci. Vzhledem ke vzrůstající opozici v senátu a armádě spáchal Nero v červnu 68 sebevraždu a vzápětí se říše ponořila do osmnáct měsíců trvajícího chaosu občanských válek. Konflikt se Židy se protáhl na několik dalších let a až v době, kdy Vespasianus pevně třímal vládu nad Římem, dokázal Titus povstání definitivně rozdrtit. Průběh bojů popsal ve svém díle Bellum Iudaicum židovský dějepisec Flavius Josephus.

### Rok čtyř císařů
Zvěsti o Neronově smrti se k Vespasianovi donesly během chystaného obléhání Jeruzaléma. V témže čase prohlásil senát Galbu římským císařem. Vespasianus se za této neklidné situace rozhodl přerušit tažení a vyčkat možného vývoje. Titus byl vyslán do Říma pozdravit nového císaře, ovšem předtím, než stanul na italské půdě, seznal, že Galba byl zavražděn a nahrazen Markem Salviem Othonem, místodržitelem provincie Lusitánie. Takřka ve stejném momentě se vzbouřily armády na hranicích Germánie, jejichž velitel Aulus Vitellius se v jejich čele vypravil na Řím s úmyslem Othona svrhnout. Titus proto upustil od cesty do Říma a připojil se ke svému otci v Judeji. Otho i Vitellius si uvědomovali potenciální hrozbu představovanou Vespasianem, jemuž byly podřízeny početné vojenské síly. Jelikož se nacházel v Judeji, měl snadný přístup k životně důležitému Egyptu, hlavnímu zdroji zásobování Říma obilím. Jeho bratr Titus Flavius Sabinus navíc velel jako městský prefekt (præfectus urbi) vojenské posádce hlavního města.

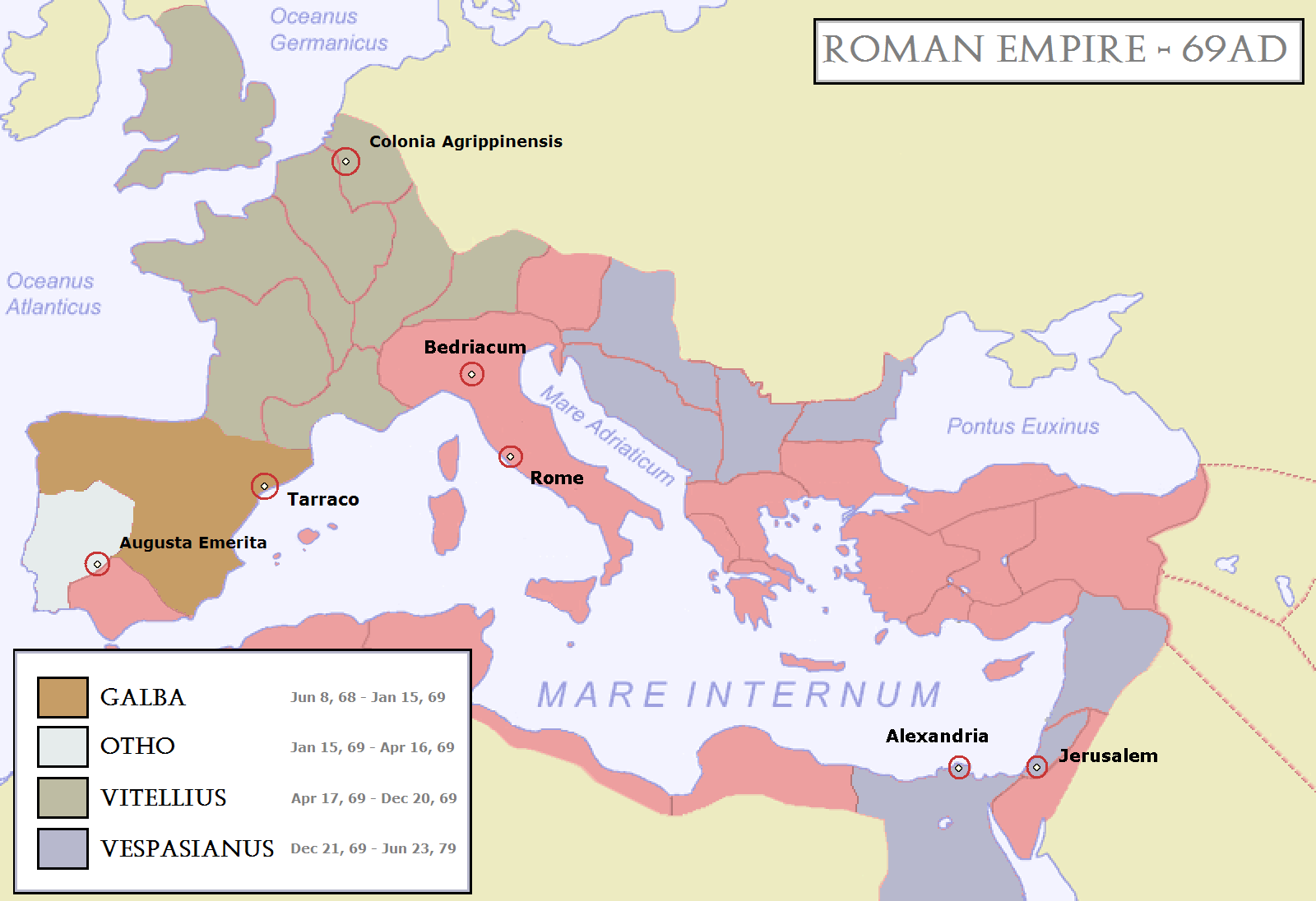
Mapa římské říše v „roce čtyř císařů“. Modře vyznačené provincie podpořily Vespasiana.

Třebaže Vespasianus lpěl na disciplíně a ukázněnosti, těšil se značné oddanosti svých vojáků, mezi nimiž neustále stoupala nervozita z probíhajících událostí. Dokud však byli Galba a Otho u moci, odmítal se Vespasianus jakkoli chápat iniciativy. Teprve po Vitelliově převzetí vlády na jaře 69 se Vespasianus setkal na hranicích Judeje a Sýrie s Gaiem Liciniem Mucianem, syrským místodržitelem, aby se s ním poradil o případném postupu. Mucianus byl společně se svými legiemi ochoten podporovat Vespasiana, pokud by se ten rozhodl ucházet o trůn. Podle Suetonia se východními provinciemi šířilo proroctví, podle něhož budoucí vládce světa vzejde z Judeje. Vespasianus posléze uvěřil, že tato předpověď se vztahuje k němu, a údajně seznal řadu znamení, věšteb a předzvěstí, které v něm tuto víru utvrdily. Zatímco prodléval v Caesareji, prohlásilo ho vojsko v egyptské Alexandrii, vedené prefektem Tiberiem Juliem Alexandrem, 1. července 69 císařem. O několik dní později učinily totéž Vespasianovy legie v Judeji. Do konce srpna se na jeho stranu postavily také vojenské sbory rozložené v podunajských provinciích.
Vitellius, tehdejší pán Říma, disponoval vojskem tvořeným zkušenými galskými a germánskými legiemi. Vespasianus tudíž odeslal Muciana s 20 000 muži do Itálie, přičemž sám se vypravil do Egypta, a získal tak kontrolu nad zásobováním Říma. Nicméně dunajské legie, neochotné vyčkávat Mucianova příchodu, zřejmě z iniciativy Marka Antonia Prima vpadly ze severovýchodu do Itálie. Vitelliovo vojsko, trpící nedostatkem kázně a nezvyklé místnímu podnebí, bylo pak těmito silami koncem října 69 poraženo ve druhé bitvě u Bedriaka. Vespasianovi vojáci následně vydrancovali Cremonu a v polovině prosince dosáhli města Carsulae, asi sto kilometrů severně od Říma, kde se vzdaly zbytky Vitelliovců, pozbývající veškerou naději na přísun posil. 20. prosince vstoupily vítězné Primovy legie do Říma, v němž proběhl lítý boj mezi stoupenci Vespasiana a Vitellia. Vespasianův bratr Sabinus byl při tomto běsnění zabit na Kapitolu rozvášněným davem. Samotný Vitellius vyhledal po kapitulaci svého vojska úkryt, byl ovšem vypátrán a nakonec usmrcen. Dva dny nato přiznal senát Vespasianovi, pobývajícímu tehdy v Egyptě, všechny pocty a pravomoci obvykle udělované císařům.

### Císařem

#### Počátek vlády

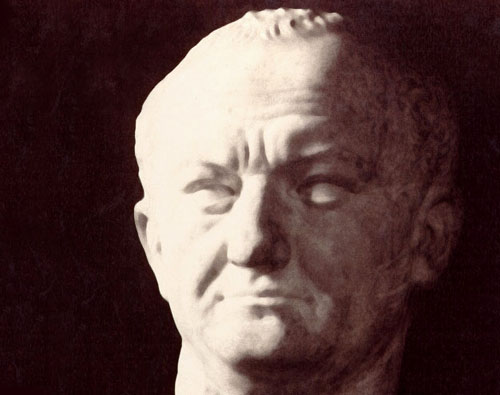
Vespasianus

Po obdržení zpráv o porážce a smrti svého rivala Vespasianus neprodleně odeslal dosud zadržované dodávky obilí do Itálie. Zatímco se nový vládce říše zdržoval v Alexandrii, přicestoval do Říma Mucianus, jenž obvinil Prima ze svévolného jednání a z páchání ukrutností. Primus se poté vypravil za Vespasianem na Východ, aby se očistil. Císař si sice vysoce vážil jeho rozhodnosti, za níž ho dekoroval, přesto Prima propustil z vojenské služby. Kontrolu nad Římem vykonával za něho Mucianus, snažící se daňovou reformou napravit Neronovou nestřídmostí rozkolísané státní finance. Vládu s ním sdílel Vespasianův mladší syn Domitianus, který se před příchodem dunajských legií skrýval ve městě a jen stěží ušel smrti, když byl zabit jeho strýc. Mucianus a Domitianus společně jmenovali na základě svého uvážení konzuly, úředníky a správce provincií. Nechali také popravit Vitelliova syna a jeho kdysi mocného propuštěnce Asiatica. I po Vespasianově návratu do Říma si Mucianus zachoval jako císařův spojenec velkou vážnost a vliv na chod státu. Vespasianus v téže době konsolidoval poměry v Egyptě, odkud současně dohlížel na průběh konfliktu se Židy. Kvůli nově zavedené daňové politice vypukly na počátku roku 70 v Alexandrii nepokoje, znemožňující zásobování Říma, s nimiž se však Vespasianus rychle vypořádal.
Vedle povstání v Egyptě byla neklidem a občanskou válkou zasažena i leckterá jiná území impéria. V Judeji pokračoval Titus ve zdolávání místního odboje a v září 70 byl Jeruzalém po dlouhém a namáhavém obléhání dobyt, přičemž byl zničen jeruzalémský Chrám. Pád Jeruzaléma byl oslaven vyražením mincí s nápisem Iudaea Capta. Židovská válka tím byla fakticky završena, přestože Římanům nadále kladla odpor některá drobná ohniska, včetně horské pevnosti Masada, bránící se až do roku 73. Mezi četnými lokálními rebeliemi, jež se přidružily k občanské válce, se jevilo zvláště nebezpečným povstání Batavů v Dolní Germánii, ohrožující rýnskou hranici. Místní batavské pomocné sbory, vedené Gaiem Juliem Civilem, se v létě 69 vzbouřily a obdržely podporu části kmene Treverů. Povstalci byli potřeni ve druhé polovině roku 70, poté, co velení v boji s nimi převzal zkušený Quintus Petillius Cerialis. Tentýž vojevůdce se podílel taktéž na urovnání situace v Británii, když tam proti Římanům pozvedly zbraně kmeny Brigantů, Silurů a Ordoviků. Po odstranění těchto hrozeb stabilitě říše se zbývající léta Vespasianovy vlády nesla převážně v mírovém duchu. V říjnu 70 Vespasianus konečně dorazil do Říma, načež zde v červnu dalšího roku oslavil společně s Titem pompézní triumf za vítězství na Východě.

#### Armáda

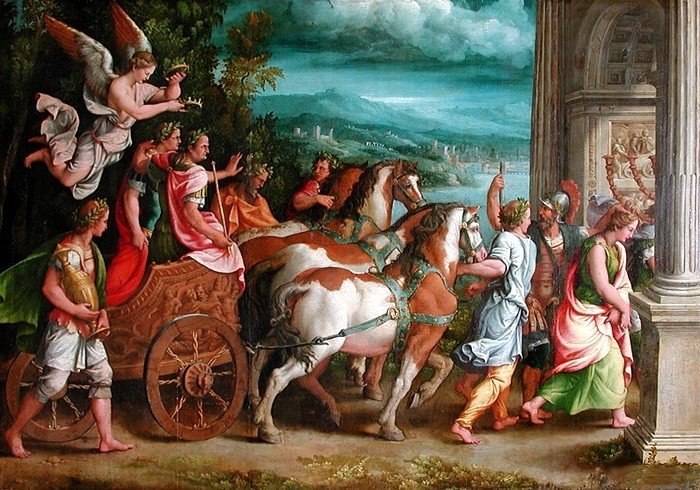
Titův a Vespasianův triumf, obraz od Giulia Romana

Po skončení občanské války se Vespasianus potýkal s obdobným problémem, jemuž musel čelit už Augustus, protože disponoval vyšším počtem legií, než kolik jich bylo třeba k ochraně státu. Tudíž se stejně jako Augustus rozhodl přebytečné síly a ty, které nemohl považovat za spolehlivé, pozvolna rozpustit. To mu ale nebránilo v sestavení tří nových legií, takže mu v závěru jeho panování podléhalo celkem 29 legií. Při tom prokázal značnou obratnost a cit, neboť se vůči vojákům zachoval velkoryse, na druhou stranu nepřipustil, aby nadměrné náklady na armádu zbytečně zatěžovaly hospodářské zdroje říše. Veteráni byli usazeni v koloniích, především na Balkáně a v Africe, čímž byl usnadněn proces romanizace těchto zemí.
Vespasianus obnovil disciplínu potrestáním nebo propuštěním mužů bojujících v předchozím konfliktu za Vitellia. Kromě snížení stavu vojska došlo dále k reorganizaci rozložení armády. Rýnské legie byly zbaveny svého dosavadního výsadního postavení zrušením velkých vojenských táborů. Vojáci byli následně rozmístěni do menších pevností při hranicích, kvůli čemuž byly obnoveny tábory v Mogontiacu (Mohuč), Bonnu a Neussu. Tímto opatřením si císař zajistil loajalitu legií, jelikož zmenšil riziko přílišné koncentrace moci v rukou jejich velitelů. Vespasianus usiloval také o to, aby složení vojenských jednotek bylo co nejméně homogenní a z tohoto důvodu do nich začleňoval příslušníky různých národů a kmenů. Pomocné sbory byly navíc odesílány z míst svého původu do cizích zemí. Na rozdíl od Vitellia pokládal Vespasianus za okamžik počátku své vlády (dies imperii) den, kdy byl pozdraven jako císař vojskem, a snižoval tak důležitost svého uznání senátem.
V zájmu zkrácení severní hranice bylo podrobeno území mezi Rýnem a Dunajem, nazývané „desátková pole“ (Agri Decumates). Hranice říše byly zaokrouhleny rovněž v Orientu. Po porážce židovského povstání bylo v roce 72 anektováno království Kommagene, rozkládající se na horním toku Eufratu. Poté bylo přeskupeno římské vojsko v Malé Asii: dvě legie byly umístěny posádkou ve městech Samosata a Melitene (Malatya). Vespasianus byl z vlastní zkušenosti dobře obeznámen s poměry na Východě, a proto pravděpodobně předpokládal vznik konfliktu s parthskou říší, východním sousedem Římanů, pročež učinil odpovídající přípravy pro případné střetnutí. Zabezpečení východního okraje říše se v budoucnu ukázalo Římanům ku prospěchu, za což náležely zásluhy zvláště Flaviovcům, kteří nechali zdokonalit tamní infrastrukturu budováním a zkvalitňováním silnic.
Aktivně si Vespasianus počínal také v Británii. V roce 78 byl do této provincie vyslán Gnaeus Julius Agricola, jenž měl za úkol upevnit a rozšířit římskou moc na ostrově. Během svých tažení pronikl tento římský velitel až na území dnešního Skotska. Historik Tacitus podává podrobný popis Agricolových výbojů a římské politiky vůči Britanům ve svém díle Život Iulia Agricoly.

#### Finance

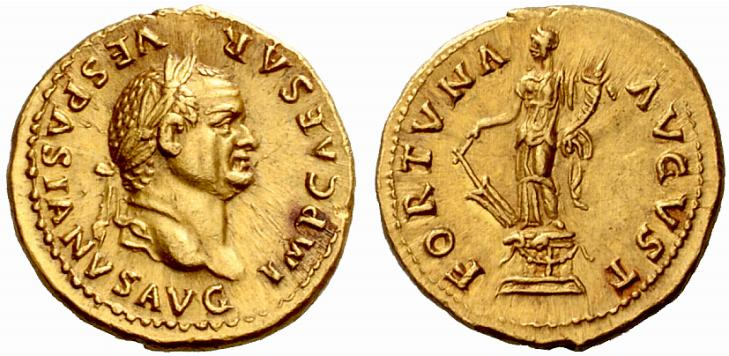
Aureus znázorňující Vespasiana. Na zadní straně je vyobrazena bohyně Fortuna.

Mucianus neztratil po Vespasianově návratu v roce 70 svoji privilegovanou pozici, jíž využíval především k prosazení co nejvyššího možného výběru daní. Císař tedy obnovil dřívější daně a zavedl nové, čímž zvýšil příjmy z provincií. Protože stát tížily z doby Neronova panování vysoké dluhy, ocitl se na počátku Vespasianova období takřka na pokraji bankrotu. Vespasianus tudíž bedlivě sledoval záležitosti státní pokladny, přičemž proslul svojí vynalézavostí ve snaze o zvyšování jejích výnosů. Za účelem ozdravení veřejných financí zbavil řecká města osvobození od daní, poskytnutá jim Neronem. Dal zřídit tři speciální pokladny nazvané fiscus Iudaicus, fiscus Alexandrinus a fiscus Asiaticus. K uhrazení dluhů použil i kořist nabytou v židovské válce, přesto byl nucen nalézt nové zdroje příjmů v Itálii. Nejprve se snažil vymoci všechny daňové nedoplatky, posléze byl však nucen přistoupit ke zvýšení daňové zátěže. Ze stejného důvodu přikročil k prodeji veřejných úřadů těm zájemcům, kteří za ně nabídli nejvyšší cenu.
Na některé doposud nezdaňované komodity a služby byla uvalena daň, takže císař byl obviňován z lakomství. Vespasianus neváhal zdanit dokonce i využívání veřejných záchodků. Když s tím Titus projevil nesouhlas, podal mu Vespasianus jednu minci, jež představovala součást výtěžku této daně. Titus musel přisvědčit, že nevydává žádný nelibý zápach, ačkoli Vespasianus namítl: „a přece je z moči“. Na základě této příhody vzniklo přísloví „Pecunia non olet“ („peníze nesmrdí“). V moderní italštině se zřejmě v odkazu na císařovu daňovou reformu termínem vespasiano označuje veřejný záchodek. Navzdory tomu se Vespasianovo úsilí setkalo s přesvědčivým úspěchem, neboť po sobě zanechal státní pokladnu zcela očištěnou od dluhů. O jeho finanční politice se pochvalně vyslovovali i Suetonius a Tacitus.

#### Politické reformy
Vespasianus vystupoval na veřejnosti jako pokračovatel Augustovy politiky vlády císaře v souladu se senátem, ve skutečnosti ale navazoval na centralistické tendence Claudia a prohluboval autokratický charakter řízení státu. Jelikož se svojí urozeností a původem nevyrovnal mnohým ze senátorů, zastával téměř každoročně konzulát. Podobně jako Claudius se nechal ustavit do úřadu cenzora, jehož prostřednictvím ovlivňoval složení senátu. Zároveň si chtěl jeho členy naklonit pravidelnou účastí na jeho zasedáních, aniž by ovšem této instituci přiznal vyšší podíl na rozhodování. Své protivníky nechával vzdalovat ze senátu, do jehož řad byl povyšován větší počet příslušníků italské nobility a zástupců provinciálů. Vědom si pochybné legitimity své vlády provozoval Vespasianus obratnou propagandu, v rámci níž stavěl do kontrastu neuspokojivý stav impéria za Nerona s novým počátkem spadajícím do období po Vespasianově uchopení moci. Velké množství mincí, vyražených za Vespasiana, obsahuje tematiku vojenského vítězství a oslavy míru. Vespasianus byl rovněž líčen jako ochránce svobody římského lidu.
Proces prohlubující se romanizace říše, jak už bylo naznačeno výše, zaznamenal za Vespasiana znatelné pokroky. Obyvatelé Hispánie byli obdařeni latinským právem (ius Latii), jakýmsi předstupněm římského občanství. Ve správě říše přenechával Vespasianus postupem let stále více povinností na bedrech Tita, jehož systematicky připravoval k nástupnictví. Vyvolal tím jistou nelibost mezi senátory nepřivyklými dědičnému principu předávání císařské hodnosti. Titus byl jmenován pretoriánským prefektem a spolu se svým otcem působil jako cenzor. Vespasianus si tak využitím rodinných vazeb zajistil svoji mocenskou pozici a nemusel se obávat, že bude svržen nějakým ambiciózním pretoriánským prefektem. Titus setrval loajálně při svém otci a po jeho smrti se sám stal císařem. Pouze Domitianus, Titův mladší bratr, se zdál být poněkud upozaděn, třebaže i on byl svému otci bezvýhradně oddán.
Vespasianus postupoval velice svědomitě a pilně ve vládních záležitostech, díky čemuž dosáhl určité popularity u lidu. Na kritiku nereagoval s obvyklou paranoiou patrnou u jeho předchůdců, nýbrž ji v zásadě toleroval. Opozice byla reprezentována hlavně filozoficko-intelektuálními kruhy, v jejichž řadách existoval poměrně silný odpor především proti císařovým zřetelným centralizujícím snahám. Na tyto filozofy pohlížel Vespasianus s nedůvěrou, pramenící z jejich ustavičného glorifikování ideálu zaniklé republiky. Vespasiana jejich počínání natolik popuzovalo, že znovu zavedl kdysi zrušené trestní předpisy sankcionující činnost filozofů, z nichž mnozí byli pak vypovězeni z Říma. Občasné politické obtíže mu působil Helvidius Priscus, obhájce nezávislosti senátu, který svého času otevřeně napadal Vitellia, a původně byl dokonce Vespasianovým příznivcem. Nicméně postupem doby změnil své smýšlení a svým vystupováním v senátu císaře opětovně velmi důmyslným způsobem potupoval. Vespasianus se jeho výpady pokoušel ignorovat, později ale poslal Prisca do vyhnanství a nakonec ho nechal popravit. Závažnějšími se však jevily konspirace, s nimiž se podle Suetonia musel Vespasianus neustále vypořádávat, přestože bližší údaje jsou známy pouze o jediné. Nejspíše v roce 79 bylo odhaleno spiknutí senátorů Epria Marcella a Caeciny Aliena, kteří příslušeli k okruhu Vespasianových nejbližších přátel a poradců.

#### Stavební činnost

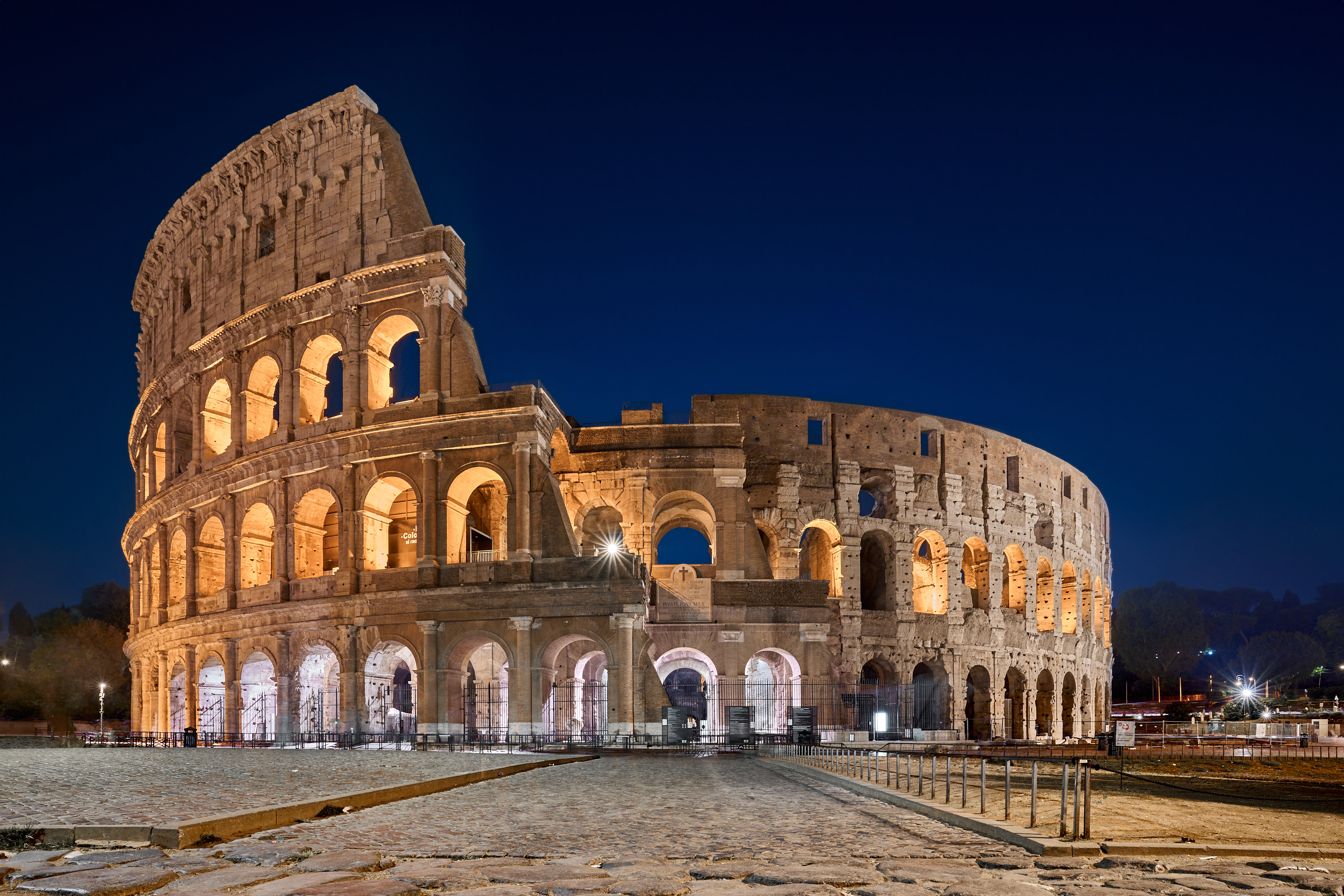
Flaviovský amfiteátr, jehož stavba byla zahájena za Vespasiana a dokončena za Tita

Velkou část úsporným programem utržených finančních prostředků Vespasianus vynaložil na rekonstrukci Říma, poničeného velkým požárem a nedávnými konflikty. Enormními stavebními investicemi zároveň povzbudil otřesené hospodářství státu. Projevil se tak jako vládce starostlivě se věnující soustavné obnově hlavního města i celé rozlehlé říše. V samotném Římě podnítil rozsáhlou přestavbu, zahrnující vyplnění uprázdněných prostor, rekonstrukci Kapitolu, vypáleného v závěru občanské války, a zahájení prací na četných nových budovách. Vespasianus dal nejprve dokončit chrám božského Claudia na pahorku Caeliu, jehož základy byly položeny za Nerona. Vespasianus se chtěl tímto projektem pro sebe domoci legitimity jako Claudiův nástupce, současně se jím distancoval od Nerona. Jako doklad počátku nové éry byl zřízen chrám Míru, jenž Plinius starší řadil pro jeho velkolepost k divům světa. V roce 75 bylo završeno budování obrovské Apollónovy sochy, mající původně zpodobňovat Nerona. Dále byla započato budování mohutného Flaviovského amfiteátru, známého spíše jako Koloseum. Tato na svoji dobu nebývale rozměrná a dodnes obdivovaná stavba byla symbolicky umístěna do soukromých zahrad Neronova Zlatého domu. Čilá stavební činnost se rozvíjela také v provinciích, v nichž byly postaveny nové silnice a mosty.

### Smrt
Vespasianus se dočkal klidného konce svého života, čímž se odlišoval od svých bezprostředních předchůdců. V roce 79 během cesty po Kampánii vážně onemocněl, načež se dal dopravit do lázní ve městě Aquae Cutiliae, nacházejícím se nedaleko jeho rodiště. Když na sobě zpozoroval první příznaky choroby, měl prý zvolat „Vae, puto deus fio“ („běda, zdá se mi, že se stávám bohem“). Tím si tropil posměch z představ Římanů o posmrtném zbožštění zemřelých císařů. Navzdory nemoci se Vespasianus do poslední chvíle věnoval státním záležitostem a přijímal poselstva. 23. června 79 po jednom těžkém záchvatu průjmu skonal. Ještě předtím se pokusil napřímit, neboť jak tvrdil: „císař by měl zemřít vstoje“. Poté, co ho senát bez otálení prohlásil bohem, byly jeho ostatky uloženy do Augustova mauzolea, v němž byli pohřbeni císařové julsko-klaudijské dynastie. Vespasianův syn Titus byl okamžitě uznán novým císařem, aniž by musel překonávat jakékoli překážky.

## Osobnost a hodnocení
Vespasianus byl mužem strohé vojenské disciplíny a prostých způsobů, známý svým důvtipem a přátelským chováním, třebaže jeho žertování někdy přecházelo až v cynismus. Vedle toho však požíval respekt jako zdatný a zkušený vojevůdce. Se svými politickými oponenty zacházel s mírností. Podle Suetonia snášel všechny projevy svých přátel, výtky protivníků a nestoudnost filozofů s největší trpělivostí. Mucianus, člověk všeobecně známý svou arogancí a nepoctivostí, se vzhledem ke svým zásluhám odvažoval s Vespasianem jednat méně uctivě, než jak by bylo vhodné, přesto ho císař nikdy nekritizoval veřejně, nýbrž pouze v soukromí. Velkoryse obdarovával ty senátory, jejichž majetek neodpovídal jejich postavení. Obdobně se zachoval k městům poškozeným přírodními pohromami. Štědrost projevoval i vůči učitelům řecké a latinské rétoriky, z nichž mnohým udělil vysoké finanční příspěvky. Vespasianus dále poskytl značné prostředky na podporu soudobých spisovatelů. Antičtí historikové, žijící přibližně v tomto období, jako byl Plinius starší, Flavius Josephus, Tacitus či Suetonius vyjadřovali o Vespasianovi podezřele příznivá mínění, zatímco pro dřívější císaře nacházeli veskrze slova odsouzení.
Vespasianus se každopádně osvědčil jako jeden z nejschopnějších římských císařů, jenž v sobě spojoval smysl pro povinnost s tolerancí. Ačkoli nepocházel z tradičních patricijských rodů a Říma se zmocnil vojenskou silou, dokázal přesvědčit senátory, aby byli nápomocni při realizaci jeho politiky, takže vládl víceméně ve shodě s nimi. Jelikož se na počátku své kariéry osobně obeznámil s leckterými částmi římské říše, disponoval přehledem o poměrech v jednotlivých provinciích. Díky těmto zkušenostem, později zúročeným ve svých politických rozhodnutích, mohl svým nástupcům zanechat stabilní říši s uspořádanými státními financemi a fungujícím hospodářstvím.